# Idaea confusaria
Idaea confusaria är en fjärilsart som beskrevs av Lederer 1863. Idaea confusaria ingår i släktet Idaea och familjen mätare. Inga underarter finns listade i Catalogue of Life.